# 天猫座41b
天猫座41b是一颗环绕天猫座41运转的类木行星，其质量下限为2.7倍木星质量，轨道周期为184个地球日（相应的轨道长半轴为0.81天文单位）。它于2008年2月19日被佐藤文衛等人发现并向外公布。